# Останинская (Вашкинский район)
Останинская — деревня в Вашкинском районе Вологодской области.
Входит в состав Васильевского сельского поселения, с точки зрения административно-территориального деления — в Васильевский сельсовет.
Расстояние по автодороге до районного центра Липина Бора — 24 км, до центра муниципального образования деревни Васильевская — 21 км. Ближайшие населённые пункты — Пиньшино, Поповка-Волоцкая, Якушево.
Происхождение названия
Название деревни происходит от русского мужского имени Останя, употребляемого до 17-го века, или от фамилии Останин, являющейся производной имени Останя. Так, например, в Дозорной книге города Белоозерска 1617/18г. находим, что в кремле на Белом озере жили стрельцы Останины "... живет нищая вдова Евгеница Максимовская жена Останина".
История
В XIV-XV вв. земли, лежащие вокруг Волоцкого озера, находились во владении нетитулованных землевладельцев и под общей юрисдикцией московских удельных князей Андрея Дмитриевича и Михаила Андреевича.  В те времена через Волоцкое озеро лежал торговый волоковый путь из верхнего Поволжья в реку Онега и далее в Белое море. Жители близлежащих к озеру деревень обслуживали этот волоковый путь. По волоку перевозили рыбу, соль, воск, хмель, лён, пшеницу, солод, рожь, ячмень, разные крупы, свинец, олово, золу (поташ) и другие более мелкие товары. Во времена «великой смуты» 1612 года многие селения Белозерья превратились в пустоши, народ разбежался кто куда, некому стало обслуживать волок. Постепенно волоковый путь пришел в упадок и им перестали пользоваться.
С XVI по XVIII вв. эти земли входили в Волоцкую волость Надпорожского стана Белозерского уезда. В начале XVIII века пустоши вновь были заселены крестьянами, а Белозерский уезд вошел в Новгородскую губернию. Основными занятиями местного населения были земледелие, рыболовство и лесозаготовки.
Впервые упоминание Останинской обнаружено на карте Белозерского уезда, датируемой 1731 годом. Далее деревня упоминается на плане генерального межевания Кирилловского уезда Новгородской губернии на участке №586. Межевание Останинской было выполнено землемером Зелениным 8 июля 1783 года.
В XIX веке деревня входила в состав сначала Волоцкой, затем Шубачской волости Кирилловского уезда Новгородской губернии.
В 1851 году Останинская вновь была межевана и установлено, что 250 десятин земли и 7 душ мужского пола принадлежали надворному советнику Ивану Михайловичу Панову. Затем крестьяне выкупили эту землю у помещика. В 90-х годах XIX века 125 десятин принадлежали местному крестьянину Раменскому Василию Алексееву и 125 десятин – крестьянину деревни Саунино Череповецкого уезда Порошину Дмитрию Кузьмину.
Останинская издавна относилась к приходу Волоцкой церкви Святого Николая Чудотворца. В 1888 году при церкви  была открыта церковно-приходская школа. Согласно Справочнику «Школы Новгородской губернии в 1896/97 годах" на тот момент в школе учились 37 учеников из 16 деревень, из них одна девочка из деревни Останинской.
По переписи  1912 года в деревне значилось 5 дворов и проживало 37 человек, 15 мужского пола и 22 женского пола. Останинская обозначена как усадьба на земле господ Порошиных. Основное занятие жителей земледелие
География
Деревня  расположена в расстоянии 1 километра от северо-восточного берега Волоцкого озера. С высокого холма открывается живописный вид на озеро. Рядом протекает небольшая речушка Хотовка, впадающая в Волоцкое озеро (в Переписных книгах Белозерского уезда 1676-1682 гг. речка упоминается как Фатовка).
Население
1912 – 5 дворов, 37 человек
По переписи 2002 года население — 2 человека.